# Fatali Khan Khoyski
Fatali Khan Isgander oglu Khoyski (en azéri : Fətəli-xan İsgəndər oğlu Xoyski), né le 7 décembre 1875 et mort le 19 juin 1920, est un avocat, membre de la Douma d'État de l'Empire russe, ministre de l'Intérieur, ministre de la Défense et, plus tard, le premier Premier ministre de la république démocratique d'Azerbaïdjan indépendante.

## Biographie
Khoyski est né le 7 décembre 1875 à Shaki à la famille noble d'Isgender Khoyski, un colonel de l'armée russe.  Son arrière-grand-père Jafar Gouli, le Khan de Khoy, a été vaincu par l'Iranien Fath-Ali Chah et avec son armée de 20 000 personnes s'est replié sur Echmiadzin. Dans la guerre russo-perse de 1804-1813, Jafar Gouli Khan se rangea du côté de l'Empire russe et fut donc récompensé par le tsar Alexandre Ier en étant nommé Khan du Khan Khan de Shaki et son grade fut élevé au grade de lieutenant-colonel,,. 
Après avoir suivi ses études au gymnase de Ganja, Fatali Khan a étudié à la faculté de droit de l'université de Moscou, où il a obtenu son diplôme en 1901. Après l'obtention de son diplôme, Khoyski a travaillé comme avocat à Gandja, Soukhoumi, Batoumi et Koutaïssi. Une fois qu'il a été nommé procureur adjoint du tribunal de comté de Yekaterinodar, il a commencé à s'impliquer dans des activités sociopolitiques.

## Carrière politique

### Empire russe
Khoyski a été élu député de la Deuxième Douma de l'Empire russe du Gouvernement d'Elisabethpol. Alors qu'il prononçait un discours devant la Douma le 2 février 1907, il critiquait la politique de colonisation russe en Azerbaïdjan et dans le Caucase. Bien qu'il ait été officiellement enregistré auprès du Parti constitutionnel démocratique (connu sous le nom de Kadets), il a également rejoint la fraction musulmane à la Douma. Le 27 mars, peu après la révolution de février 1917 en Russie, Khoyski est devenu membre du Comité exécutif temporaire des Conseils nationaux musulmans (CNM). Lors du premier sommet du Mussavat les 26 et 31 octobre 1917, Khoyski s'est prononcé en faveur de l'autonomie de l'Azerbaïdjan. En décembre 1917, il fut élu membre du Sejm transcaucasien nouvellement créé et nommé par la suite ministre de la Justice d'une république fédérative démocratique et transcaucasienne indépendante. 

### République Démocratique d'Azerbaïdjan
Le 28 mai 1918, la république a été dissoute et une république démocratique indépendante d'Azerbaïdjan a été proclamée. C'était le premier état dans le monde musulman à fonctionner et à se baser sur les principes du gouvernement de la république. Fatali Khan a été chargé de former le premier cabinet de la république.
Le Premier ministre Khoyski a eu l'insigne honneur d'envoyer des radiogrammes aux principaux centres politiques du monde lors de la proclamation d'une république indépendante d'Azerbaïdjan le 30 mai 1918. Lorsque le gouvernement a déménagé dans sa résidence temporaire dans la ville de Ganja, le gouvernement a rencontré de sérieux défis. L'état azerbaïdjanais a été attaqué. Le 17 juin, Fatali Khan a annoncé la démission du gouvernement à la séance à huis clos du Conseil national, mais il a été désigné pour former à nouveau le gouvernement. En plus du poste de Premier ministre, il était le ministre de la Justice du second gouvernement. 
Khoyski a été président du Conseil des ministres et ministre de l'Intérieur. Le 17 juin 1918, le second gouvernement fut formé par Khoyski dirigé par Nasib Youssifbeyli. Il a joué un rôle important en faisant alliance avec le gouvernement turc, en battant et en retirant la dictature centrocaspienne du pouvoir à Bakou et en établissant des relations diplomatiques avec d'autres pays. Le 22 décembre, il a été élu ministre des Affaires étrangères du nouveau gouvernement. Khoyski a protégé l'état d'Azerbaïdjan dans ce poste. En outre, il a défendu l'indépendance de l'Azerbaïdjan en obtenant la reconnaissance de l'indépendance de l'Azerbaïdjan à la Conférence de paix de Paris. Il est également crédité pour la création de l'Université d'État d'Azerbaïdjan. Pendant la période du troisième gouvernement formé par Khoyski, il a été président du Conseil national et ministre des Affaires étrangères de l'Azerbaïdjan. Pendant son mandat, il a réussi à enlever les noms de ville Elisabethpol et à restaurer le nom historique de Ganja et renommer le comté de Karyagino dans la province de Jabrayil, établir un système multipartite, imprimer des timbres-poste azerbaïdjanais et monnaie azerbaïdjanaise Manat, fonder des écoles et collèges enseignant en azerbaïdjanais. En mars 1919, le troisième gouvernement est dissous.
En janvier 1920, lorsque les puissances alliées reconnurent de facto la république démocratique d'Azerbaïdjan, le Conseil des puissances alliées, Gueorgui Tchitcherine, le commissaire soviétique aux affaires étrangères, lui envoya à plusieurs reprises un nouveau front pour confronter Anton Denikin et son mouvement blanc. Fatali Khan a donné des réponses négatives en disant qu'ADR ne se mêlerait pas des affaires intérieures de la Russie. Dans sa quatrième correspondance, Tchitcherine a informé M. Khoyski de l'invasion imminente de la 11e Armée rouge d'Azerbaïdjan. Khoyski a déplacé sa famille à Tbilissi avant que l'armée rouge bolchevique n'envahisse Bakou le 28 avril 1920.

## Assassinat
Fatali Khan Khoyski a été assassiné à Tbilissi, près de la place centrale d'Erivan, le 19 juin 1920 par Aram Yerganian dans le cadre de l'opération Némésis organisée par la Fédération révolutionnaire arménienne (ARF). L'ARF a accusé Khoyski d'avoir joué un rôle majeur dans le massacre des Arméniens à Bakou en septembre 1918,,,,.